# Антило
Антѝло (на италиански: Antillo; на сицилиански: Antiddu, Антиду) е село и община в Южна Италия, провинция Месина, автономен регион и остров Сицилия. Разположено е на 480 m надморска височина. Населението на общината е 992 души (към 2011 г.).